# Bocskay Sport Club
Il Bocskay Sport Club o Bocskay Football Club o più semplicemente Bocksay o Bocskai è stata una società di calcio ungherese, con sede a Debrecen.

## Storia
Fondato il 31 luglio 1926 con il nome di Debreceni KSE, assunse il nome Bocksay l'anno seguente.
Si aggiudica il suo unico trofeo nel 1930, quando vince la Magyar Kupa contro il Szegedi Bástya.
Nella stagione 1933-1934 il Bocskay ottiene il miglior piazzamento nel campionato ungherese di calcio, ovvero la terza posizione alle spalle dei campioni del Ferencvárosi Torna Club e dell'Újpest.
Il club si sciolse nel 1940.

## Palmarès

### Competizioni nazionali
- Coppa d'Ungheria: 1

1930

### Altri piazzamenti
- Campionato ungherese:

Terzo posto: 1933-1934